# Jean-Baptiste Pierre Lebrun
Pour les articles homonymes, voir Lebrun.
Jean-Baptiste Pierre Le Brun ou Lebrun, né en 1748 à Paris et mort dans la même ville le 7 août 1813, est un peintre, collectionneur et marchand d'art français.
Il est le fils du peintre Pierre Le Brun (1704–1771), qui était l’arrière-petit-neveu du peintre Charles Le Brun (1619–1690).

## Biographie
Déjà marié une première fois en Hollande, il se marie le 11 janvier 1776 en l'église Saint-Eustache avec Élisabeth Louise Vigée (1755—1842), fille de Louis Vigée (1715—1767), artiste peintre et professeur à l'Académie de Saint-Luc, et de Jeanne Maissin (1728—1801), coiffeuse. Il a rencontré Élisabeth Louise Vigée l'année précédente, s'occupe de ses affaires, devient son agent et la demande en mariage, alors même que, libertin et joueur, il a mauvaise réputation, et que par conséquent le mariage est formellement déconseillé à la jeune artiste. De cette union est née Jeanne Julie Louise Lebrun (1780—1819), mariée en 1800 à Gaëtan Bertrand Nigris, directeur du théâtre impérial de Saint-Petersbourg.
Descendant d'une famille d'artistes peintres parisiens, il est devenu, à partir de 1775, un des plus importants marchand de tableaux et expert en tableaux de Paris, dans un appartement loué dans l'hôtel de Lubert (construit pour Robert Poquelin) au no 19-21 actuel de la rue de Cléry. Il est à la fois un spécialiste de la restauration de tableaux anciens  et de peinture hollandaise dont il a publié des catalogues  dans un but commercial,. Cette même année Élizabeth Vigée s’installe avec sa mère, son frère et son beau-père dans l’hôtel de Lubert. Elle y fait la connaissance de Pierre Lebrun (1748-1813), marchand de tableaux, qui lui fait découvrir sa galerie d’art. Le 11 janvier 1776, elle épouse dans l’intimité Pierre Lebrun.
En 1778, le couple Lebrun achète l’hôtel de Lubert aux héritiers de la famille de Louis de Lubert. De 1784 à 1785, le couple décide d'agrandir leur hôtel en faisant construire un second bâtiment au fond du jardin par l'architecte Jean-Arnaud Raymond (1739-1811) qui va prendre le nom d'« hôtel Lebrun » et ouvre au no 4 de la rue du Gros-Chenet. L'architecte Jean-Arnaud Raymond est également chargé d’agrandir l’ancien hôtel de Lubert et conçoit une salle destinée à la vente de tableaux. L’hôtel est relié par un escalier à une salle circulaire couverte d’une coupole lui offrant ainsi un éclairage zénithal. Des gradins surmontés d'arcades en plein cintre elles-mêmes surmontées de rideaux entourent cette grande salle, lui donnant un aspect de théâtre antique. une salle d'exposition et de vente de tableaux à décor néoclassique, appelé "salle Lebrun" où il vend des antiquités et des tableaux de Greuze, Fragonard, etc. Il a notamment inventé « une nouvelle architecture, celle de la salle des ventes à éclairage zénithal ». Son épouse y  vend ses portraits pour 12 000 francs sur lesquels elle ne touche que 6 francs, son mari empochant le reste, comme elle le dit dans ses Souvenirs : « J'avais sur l'argent une telle insouciance, que je n'en connaissais presque pas la valeur.»
En 1781, il voyage à Bruxelles avec son épouse pour assister et acheter à la vente de la collection du défunt gouverneur Charles-Alexandre de Lorraine.
Pendant la Révolution, l’Église Notre-Dame-de-Bonne-Nouvelle de Paris étant fermée, la salle Lebrun est réquisitionnée pour la célébration de mariages et de baptêmes. Puis elle sert de salle de concert et disparait finalement au cours du XIXe siècle. Plus aucune trace n’en subsiste aujourd’hui ,
Dans le contexte des premières années de la Révolution, qui voit un écroulement du marché de l'art, il est contraint de brader sa collection en 1791. Sur le plan privé, alors qu'il est devenu un défenseur de la Révolution, son épouse, monarchiste, quitte la France à l'automne 1789. Le nouveau gouvernement fait appel à lui dans le cadre des expertises et inventaires des œuvres d'art ayant fait l'objet de saisies.

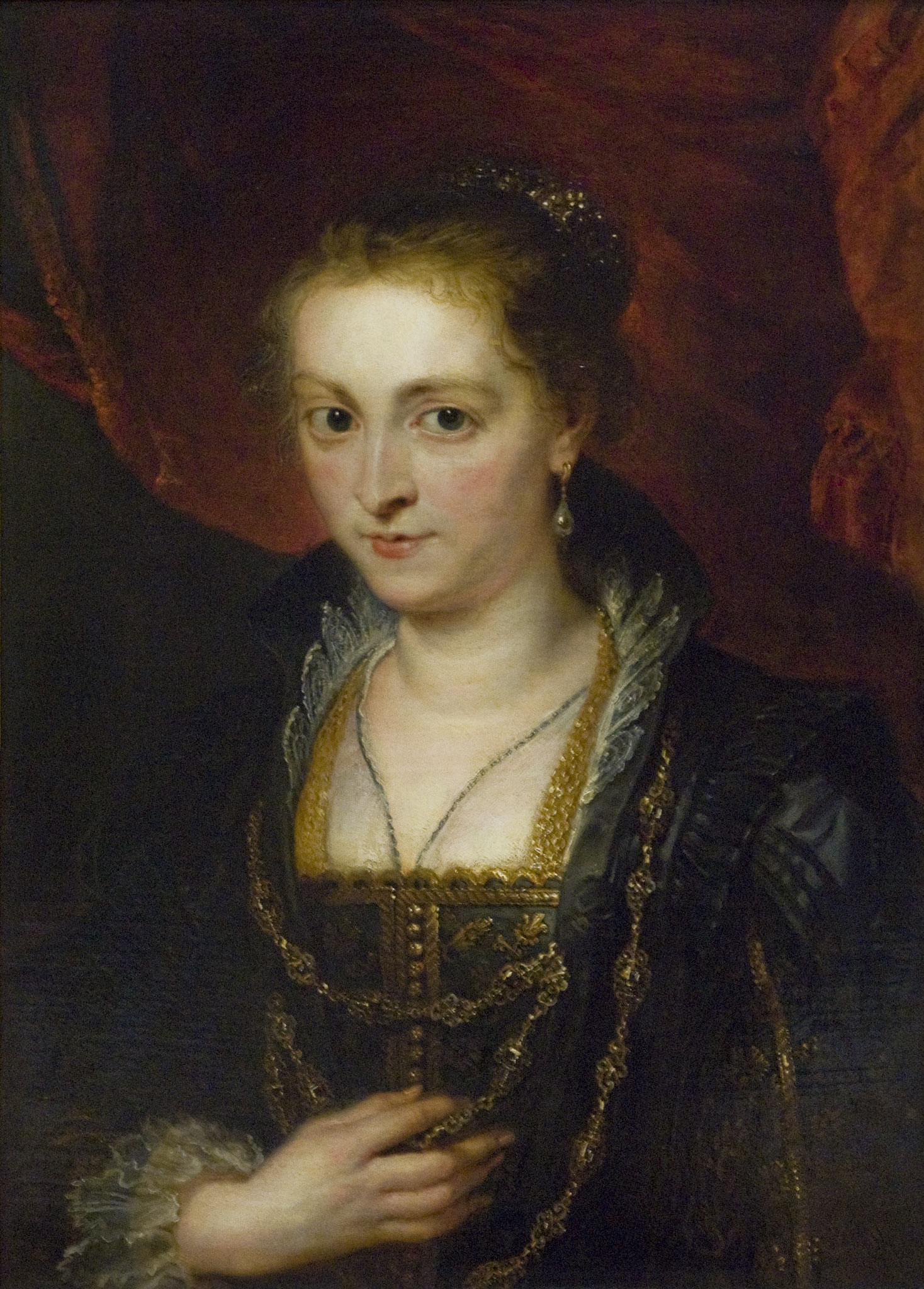
Pierre Paul Rubens,
Portrait de Suzanne Fourment
Musée du Louvre

Il souhaite jouer un rôle dans le cadre de la création d'un musée national, le Musée central des arts de la République, au palais du Louvre. Écarté de la commission du musée, il polémique avec le ministre  de l'intérieur  Jean-Marie Roland de La Platière puis après la démission de ce dernier le 23 janvier 1793 et le départ des Girondins, l'arrivée de Robespierre  lui est alors favorable. Le mois suivant, il achète plusieurs tableaux avec l'encouragement de David pour le compte du Louvre à l'insu de l'administration, dont une Sainte famille attribuée à Rembrandt et le portrait de Suzanne Fourment de Rubens. Le total des achats se monte à 30 000 livres au moment où la République française est en pleine crise budgétaire. Pour éviter que cette situation se répète, le Louvre va se doter d'un budget annuel d'acquisition.
Proche de Jacques-Louis David, il demande en 1793, sans succès, que le nom de sa femme soit retiré de la liste des émigrés. Il publie un opuscule : Précis Historique de la Citoyenne Lebrun. Comme son beau-frère Étienne, Jean-Baptiste-Pierre est emprisonné quelques mois.
Invoquant la désertion de sa femme, Jean-Baptiste-Pierre demande et obtient le divorce en 1794 pour se protéger et préserver leurs biens.
Lebrun commence à intervenir dans la formation des collections du Museum central des Arts à partir de septembre 1795 après la confiscation de la collection de tableaux du stathouder Guillaume V d'Orange-Nassau par les armées de la république. Les tableaux sont envoyés à Paris où Lebrun, alors estimateur de la Commission temporaire des arts, les expertise. Il devient indispensable à la gestion du musée, continue à travailler sur les inventaires des émigrés, faisant le tri entre ce qui doit rester dans les collections nationales et ce qui doit être vendu au profit de la nation. Il avait publié en 1793 Observations sur le Muséum National  par le citoyen Lebrun pour servir de suite aux RÉFLEXIONS qu'il a déjà publiées sur le même objet dans lesquelles il critique la présentation des tableaux choisie par les membres de la commission chargée de la direction du musée. Pour la présentation des tableaux, Lebrun défend le classement par écoles qui avait été choisi pour la réorganisation de la galerie impériale de Vienne mise en place par Christian von Mechel. Elle préfigure l'organisation des collections du musée du Louvre. Nommé en 1795 commissaire expert du musée, il organise alors la muséographie du musée en trois écoles (italienne, nordique et française). Comme adjoint à la commission temporaire des arts, An III (1795), il publie Essai sur les moyens d'encourager la peinture, la sculpture, l'architecture et la gravure. L'arrivée au pouvoir de Bonaparte verra la fin de ses fonctions au musée national.
En 1800, il parvient à faire enlever le nom de son épouse des listes des émigrés. Ses efforts pour revenir sur le marché de l'art parisien sont un échec. Endetté, le 14 janvier 1807, il est contraint de vendre la salle Lebrun et les deux hôtels particuliers à son ex-épouse qui était une excellente femme d'affaires.
Il a été un des marchands, avec Alexandre Joseph Paillet, qui ont travaillé avec le comte d'Angivillier pour accroître les collections royales qui ont servi de noyau au musée du Louvre.
Peintre, il a aussi été amené à participer à la restauration des tableaux du musée du Louvre. Il a eu pour élève le paysagiste Simon Denis.

## Publications
- Jean-Baptiste-Pierre Le Brun, Observations sur le Museum national: pour servir de suite aux réflexions qu'il a déjà publiées sur le même objet, Paris, 1793, 16 p. (lire en ligne)
- Jean-Baptiste-Pierre Lebrun, Galerie des peintres flamands, hollandais et allemands : ouvrage enrichi de deux cent une planches gravées d'après les meilleurs tableaux de ces maîtres, par les plus habiles artistes de France, de Hollande et d'Allemagne avec un texte explicatif, t. 1, Paris, chez l'auteur, 1793, 96 p. (lire en ligne), t. 2, 1792, 107 p. et 200 planches gravées (lire en ligne), t. 3, 1796, 65 p., et 201 planches gravées (lire en ligne)
- Jean-Baptiste-Pierre Lebrun, Essai sur les moyens d'encourager la peinture, la sculpture, l'architecture et la gravure par J.B.P. Lebrun, peintre et marchand de tableaux, adjoint à la Commission temporaire des Arts, Paris (lire en ligne), p. 36
- Jean-Baptiste-Pierre Lebrun, Quelques idées sur la disposition, l'arrangement et la décoration du Muséum national, Paris, De l'imprimerie de Didot jeune, 1794 (lire en ligne)
- Jean-Baptiste-Pierre Lebrun, Examen historique et critique des tableaux exposés provisoirement, venant des premier & second envois de Milan, Crémone, Parme, Plaisance, Modène, Cento & Bologne, auquel on a joint le détail de tous les Monumens des Arts qui sont arrivés d'Italie, Paris, Chez Desenne libraire, 1798 (lire en ligne)
- Jean-Baptiste-Pierre Lebrun, Catalogue de tableaux des plus grands maîtres des trois écoles... de dessins montés de différens maîtres, des terres cuites ... et autres objets, dont une partie provenant de feu M. Laborde de Méréville par J.-B.-P. Lebrun, peintre, commissaire, expert honoraire du Musée Napoléon, Paris, 1802 (lire en ligne)

### Iconographie
- Jean-Baptiste-Pierre Lebrun, Autoportrait, 1795, huile sur toile, 131 cm × 99 cm, collection particulière (d'après Dossier de l'Art, no 232, septembre 2015, p. 68).